# Pavel Bouda (kněz)
Pavel Bouda (4. března 1896, Moravské Málkovice – 11. ledna 1977, Brno) byl farář Církve československé husitské.

## Život
Po studiu na klasickém gymnáziu ve Vyškově, kde v dubnu 1915 úspěšně složil maturitní zkoušku, narukoval do rakousko‑uherské armády. Na frontách první světové války bojoval až do jejího ukončení. V letech 1918–1919 se jako dobrovolník účastnil bojů na Slovensku, byl zajat a zachránil si život útěkem. V roce 1920 odešel v hodnosti poručíka pěchoty do zálohy a nastoupil na úřednické místo na Generálním finančním ředitelství v Bratislavě. Po přestěhování potom pracoval v Turčianském Svätém Martinu jako pokladník Okresní nemocenské pokladny a do října 1927 jako účetní a správce velkostatku ve Veči (dnes část města Šaľa).
Do Církve československé husitské přestoupil v květnu 1920. Od počátku sympatizoval s nově se rodící církví a v roce 1928 se rozhodl přihlásit na Husovu československou evangelickou fakultu bohosloveckou v Praze. Po absolvování první odborné zkoušky bohoslovecké byl 17. února 1929 vysvěcen v Husově sboru Praze‑Dejvicích patriarchou Gustavem Adolfem Procházkou na kněze a vzápětí ustanoven duchovním Církve československé husitské v Košicích. Od roku 1930 byl přeložen do náboženské obce v Užhorodu, po dalších dvou letech se stěhoval do náboženské obce ve Spišské Nové Vsi. Službu na Slovensku opustil k 15. červenci 1934, kdy byl nakrátko přeložen do Prahy. Vypomáhal v duchovní správě na Starém Městě. Záruku za něj vzal na sebe přímo patriarcha Procházka, neboť na Slovensku nepanovala s jeho službou spokojenost. Pracovní poměr v Církvi československé husitské byl faráři ale přece jen nakonec na několik měsíců přerušen. Až po písemném závazku, že bude vzorně plnit své farářské povinnosti, byl od března 1935 znovu přijat jako zástupce faráře do České Třebové. V nové náboženské obci se osvědčil, takže byl jejím shromážděním 7. listopadu 1937 zvolen definitivním farářem. V témže roce 26. května vstoupil do svazku manželského s Růženou, rozenou Sonnenbergovou.
Stejně jako faráři Jan Křinecký a Josef Václav Zdobinský se i Pavel Bouda zapojil do domácího protinacistického odboje ve skupině Prstýnkáři (Všeobecné národní hnutí – Československý odboj domácí). Napojen byl na východní župu se sídlem v Kolíně, která se pod vedením Otakara Moravce na konci roku 1940 začlenila pod ústřední vedení Prstýnkářů v Praze, jemuž velel Antonín Svatoš z Malešic. V portfoliu odbojové skupiny zaujímala čelné místo propagační činnost. Prstýnkáři od března 1939 vydávali a kolportovali ilegální tiskoviny a letáky. Letáky od jednoho z hlavních činovníků odbojové skupiny Josefa Adriana získal a dále rozšiřoval též Pavel Bouda s manželkou. Pro přípravu trestného činu velezrady a zakázaný poslech zahraničního rozhlasu byl farář 14. října 1941 zatčen. Dne 1. prosince 1941 byla pro podezření ze stejných trestných činů uvězněna také jeho manželka Růžena, která zemřela v koncentračním táboře Ravensbrück. Krutou a ponižující vyšetřovací vazbou Pavel Bouda prošel na pardubickém gestapu.
Z Pardubic byl 19. prosince 1941 transportován do Malé pevnosti v Terezíně, kam se dostal jako jeden z prvních kněží Církve československé husitské. Z Terezína pravidelně vynášel zprávy o poměrech v Malé pevnosti a o význačných českých vězních, které předával úpravčímu tratí Mühlbauerovi při práci na komandu v Ústí nad Labem, jenž je doručoval dále. Koncem července 1942 byl přes pankráckou věznici převezen do Drážďan (tam byl vězněn 4. října 1942 – 30. března 1943). Zde pro české vězně překládal, rozepisoval a rozesílal tajně zprávy o německých porážkách na frontě, aby ostatní posiloval. Dne 8. dubna 1943 byl Vrchním zemským soudem v Litoměřicích odsouzen na 5,5 roku tvrdého žaláře. Z Litoměřic byl v květnu 1943 transportován do káznice Griebo a následně koncem července 1943 do káznice ve Zwickau, kde byl 17. dubna 1945 osvobozen americkou armádou. Když první americký tank zastavil v 16.35 hodin před bránou káznice, ležel se zápalem plic na ošetřovně a modlil se společně se spoluvězni Otčenáš.
V polovině května 1945 mohl těžce nemocný farář Bouda opět stanout ve své náboženské obci. Vážil pouhých 52 kg, což při jeho vysoké postavě byla život ohrožující hmotnost. Trpěl zápalem plic a zánětem pohrudnice, časem se u něj navíc rozvinul mozkový nádor. Do 30. června 1946 byla faráři diecézní radou prodlužována zdravotní dovolená. Léčil se u rodiny v Brně a po sanatoriích (Luhačovice, Rožnov pod Radhoštěm). Sám doufal, že se do farářské služby vrátí poté, co podstoupí nutný operační zákrok. Nakonec byl nucen ze zdravotních důvodů požádat o přeložení na dočasný odpočinek. V letech 1948–1951 se do služby v Církvi československé husitské nakrátko vrátil, když vypomáhal v náboženské obci Brno-Královo Pole. Jeho zdravotní stav se ale v březnu 1951 opět zhoršil a farář musel trvale odejít do invalidního důchodu.